# 루시갱
루시갱(1996년 ~ )은 대한민국의 래퍼다. 2020년 EP [Luci vs Gang]으로 데뷔했다.

## 방송
- 랩:퍼블릭 (2024)